# Arcizans-Dessus
 Arcizans-Dessus  es una población y comuna francesa, situada en la región de Mediodía-Pirineos, departamento de Altos Pirineos, en el distrito de Argelès-Gazost y cantón de Aucun.

## Geografía
Municipio situado en él Val de Azun Lavedan sobre él Torrente pirenaico de Arrens.

## Demografía
| 102 | 89 | 88 | 86 | 91 | 96 | 101 | 109 |
| Para los censos de 1962 a 1999 la población legal corresponde a la población sin duplicidades (Fuente: INSEE [Consultar]) |    |    |    |    |    |     |     |